# Ente nu igen!
Ente nu igen! är Kal P. Dals femte och sista album, utgivet 1983 av Sonet. Albumet har livepublik, och spelades in i Kulturbolagets konsertlokal i Malmö. Vid första tagningen, som enligt Kalle Pedal var den bästa, blev ingenting inspelat. Hela skivan fick då spelas in igen från början.

## Låtförteckning[2][3]
Samtliga låtar är skrivna av Kalle Pedal, såvida inget annat anges.
| Nr  | Titel                     | Kompositör                                     | Längd |
| --- | ------------------------- | ---------------------------------------------- | ----- |
| 1.  | Enkla låtar               |                                                | 3:09  |
| 2.  | Celloid City              |                                                | 2:34  |
| 3.  | Tuffa Uffe                |                                                | 3:02  |
| 4.  | Starta maj! - Start Me Up | Jagger - Richards - Kalle Pedal                | 3:01  |
| 5.  | Lovor - Money             | Berry Gordy Jr. - Janie Bradford - Kalle Pedal | 1:47  |
| 6.  | Party på vår bonna' går'  |                                                | 1:32  |
| 7.  | Na-na-na                  |                                                | 2:27  |
| 8.  | Rockabilly-kille          |                                                | 1:21  |
| 9.  | Bara tårar                |                                                | 3:10  |
| 10. | Ska' ja' skratta?         |                                                | 2:58  |
| 11. | Booze                     |                                                | 2:59  |